# 1202 Marina
Az 1202 Marina (ideiglenes jelöléssel 1931 RL) egy kisbolygó a Naprendszerben. Grigory Nikolaevich Neujmin fedezte fel 1931. szeptember 13-án.